# Shawshank
Shawshank es el nombre de una prisión estatal ficticia, en el pueblo también ficticio de Castle Rock, Maine, que es utilizada como escenario principal en la novela de Stephen King Rita Hayworth and Shawshank Redemption, de 1982, y también en la película basada en la novela, The Shawshank Redemption, de 1994.
La prisión también es mencionada en muchos otros de los trabajos de King, incluyendo:
- Apt Pupil
- El cuerpo
- It
- Needful Things
- Dolores Claiborne
- Bag of Bones
- Blaze
- La cúpula
- 22/11/63

La prisión, por estar en Castle Rock, es también uno de los escenarios principales de la serie de televisión Castle Rock, principalmente en la primera temporada.
- Datos: Q7491591